# Júlia Font Gómez

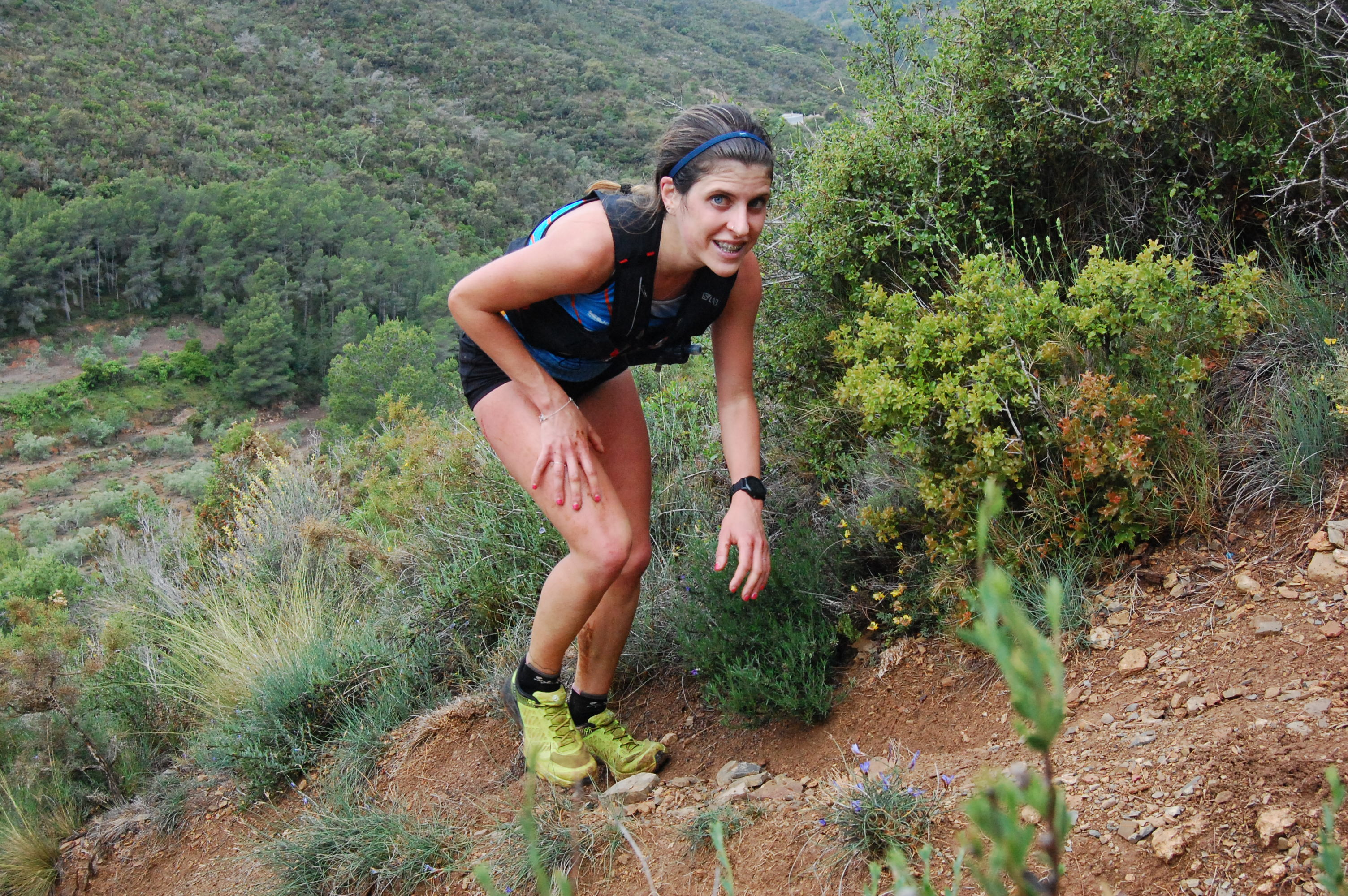
Júlia Font Gómez en la 38ª edició de la VTF - Coll de Garrut

Júlia Font Gómez (Fondeguilla, 30 de març de 1994) és una esportista valenciana i atleta de fons -curses per muntanya - Trail.
Font va iniciar els seus estudis a la Universitat de València, on va cursar el primer curs en Ciències de l'Activitat Física i l'Esport. A l'any següent comença el cur de STAPS a la Universitat de Perpinyà a Font Romeu. Després va cursar diversos postgraus relacionats amb l'activitat física A Barcelona i a València.
Font competeix en proves de camp a través i curses de muntanya amb l'equip de la Selecció Espanyola de Curses de Muntanya. Dirigeix atletes de fons de tots els nivells de rendiment i se la considera especialista en l'entrenament de dones.

## Palmarès oficial
| Pos.   | Data     | Prova | Federació | Lloc            |            |
| ------ | -------- | --- | --------- | --------------- | ---------- |
| 4ª     | 03-07-25 | PDA 55 K | UTMB WS   | Vielha          | Val d'Aran |
| 2ª     | 08-06-25 | Campeonato de España Classic                                                                                          | RFEA      | CanFranc        | Huesca     |
| 2ª     | 29-03-25 | Tenerife Blue Trail                                                                                                   | UTMB WS   | Pto La Cruz     | Tenerife   |
| 3ª     | 2024     | Circuit Skyrunner world series                                                                                        | Skyrunner | --              | --         |
| 2ª     | 16-11-24 | SkyMasters | Skyrunner | Eslida          | Castelló   |
| 3ª     | 27-10-24 | Sobrescobio Skyrace                                                                                                   | Skyrunner | Sobrescobio     | Asturies   |
| 1ª     | 5-10-24  | Marató Pirineu Record 04:05:00                                                                                        | ----      | Bagà            | Barcelona  |
| 1ª     | 28-09-24 | Gorbeia Suzien | Skyrunner | Zeanuri         | Bizcaia    |
| 2ª     | 18-05-24 | SkyRace Gorges du Tarn                                                                                                | Skyrunner | Lozere          | França     |
| 8ª     | 2023     | Classificació final                                                                                                   | GTS       | --\|-           |            |
| 2ª     | 6-04-24  | Calamorro Sryrace | Skyrunner | Benalmadena     | Andalucia  |
| 1ª     | 30-10-23 | Marató UltrapirineuRecord 04:17:41                                                                                    | Spartan   | Bagà            | Barcelona  |
| 6ª     | 21-10-23 | Cursa 26 km 1.400 | GTS       | Golfo d'Isola   | Italia     |
| 11ª    | 19-10-23 | Proleg 9 km | GTS       | Golfo d'Isola   | Italia     |
| 11     | 22-09-23 | Mammoth trail fest | GTS       | Mammoth Lakes   | EEUU       |
| 6ª     | 16-09-23 | Pikes Peak Ascent | GTS       | Manitou springs | EEUU       |
| 12ª    | 3-09-23  | Trofeo Nasego | WMRA      | Casto           | Italia     |
| 3ª     | 29-08-23 | ETC | UTMB      | Courmayer       | França     |
| 8ª     | 15-07-23 | DolomythsRun Skyrace                                                                                                  | GTS       | Canazei         | Italia     |
| 5ª pos | 7-06-23  | World Mountain and Trail Running Championships Innsbruck-Stubai 2023 5ª posició per seleccions 14ª posició individual | IAFF      | Insbruck        | Austria    |
| OR     | 16-04-23 | Campionat d'Espanya "Carrera de montaña"                                                                              | RFEA      | Lloret de Mar   | Girona     |
| OR     | 5-11-22  | Campionat del món Short per equips                                                                                    | IAFF      | Chiang Mai      | Tailàndia  |
| PLATA  | 2-07-22  | Campionat d'Europa Short per equips Arxivat 2023-05-28 a Wayback Machine.                                             | IAFF      | El Paso         | La Palma   |
| OR     | 5-06-22  | Campionat autonòmic                                                                                                   | FEMECV    | Orihuela        | Alacant    |
| OR     | 3-04-22  | Campionat d'Espanya                                                                                                   | RFEA      | Zahara          | Cadiz      |
| PLATA  | 5-09-21  | Campionat d'Espanya                                                                                                   | RFEA      | Covaleda        | Soria      |
| OR     | 26-05-19 | 38ª Volta al Terme, Record 4:07:11                                                                                    |           | Fondeguilla     | Castelló   |
| OR     | 25-06-17 | Campionat d'Espanya Promesa                                                                                           | FEDME     | Zumaia          | Donosti    |

| Prova         | Temps    | Data        | Lloc      |
| ------------- | -------- | ----------- | --------- |
| 10 000 metres | 00:34:48 | gener-2022  | València  |
| Mitja marató  | 01:16:14 | Febrer 2024 | Barcelona |

## Competicions i resultats

### 2025
Mitja Marató de Barcelona by brooks
2ª Tenerife Blue Trail. UTMB World Series. Puerto La Cruz-Tenerife 29 de març
2ª Campeonato de España Classic. RFEA. CanFranc-Huesca 8 de juny
4ª  PDA 55 K. UTMB World Series. Vielha-Val d'Aran 3 de juliol

### 2024
132ª 10K de Valencia (39:47) 14 de gener
26ª Mitja Marató de Barcelona (1:16:11) 11 de febrero
5ª Acantilados del Norte. Skyrunner world series. 2 de març
2ª Chinte Trail 21 kms. Campeonato de España Trail RFEA 9 de març
2ª Calamorro Skyrace. 27 kms. Skyrunner world series. 6 d’abril
10ª Kobe Trail. 22 kms. Japón. -GTS- 20 d’abril
8ª Four Sister Mountain Trail. 22 kms. China. -GTS- 27 d’abril
2ª Skyrace Gorges du Tarn. 24 kms. Francia. Skyrunner world series. 18 de maig
16º Campeonato de Europa Off Road. Up&Down. Elite 16 kms. 2 de juny
Ret. Marató del Mont Blanc 42 km -GTS- 30 de juny
1ª 28-set-24 Gorbeia Suzien	Skyrunner Zeanuri Bizcaia
1ª 5-oct-24 Marató Pirineu Bagà Barcelona
3ª 27-oct-24 Sobrescopio Skyrace Skyrunner Sobrescobio Asturies
2ª 16-nov.24 SkyMasters Skyrunner Eslida Castelló
3ª 2024 Circuit Skyrunner world series Skyrunner 

### 2023
1ª Granadella Trail Costa Blanca. 5 de febrer. 26 kms.
1ª Campeona de España Classic RFEA. 16 d’abril Lloret de mar. 16 kms
3ª Transvulcania. 5 de maig Volcano 48 kms
14ª Campeonato del Mundo Trailrunning IAFF. Insbruck . Austria. Short 45 kms.
5ª posició per equips
8ª DolomythsRun Skyrace. -GTS- 15 de juliol
1ª Cursa per muntanya Vistabella 6 d’agost 28 km
3ª ETC by UTMB. 29 d’agost Courmyer. Italia 15 kms.
12ª Trofeo Nasego. 3 de setembre Casto, Italia 21 kms.
6ª Pikes Peaks Ascens. 16 de setembre Manitou Springs EEUU. 21 kms. -GTS-
11ª Mammoth Trail Fest, 22 de setembre Mammoth Lakes EEUU 26 kms. -GTS-
1ª Marató Pirineu. Ultra Pirineu30 de setembre. Bagà BCN 42 kms. (Record 4:17:41)
Final de las Golden Trail Series – Golfo d’Isola (Italia)
11ª Etapa Pròleg 9 km -19 d’octubre.
6ª Cursa 26 km 1.400 - 21 d’octubre
8ª Classificació final de les Golden Trail Series 2023
27 d’octubre XX edición de los premios Radio Castellón
Galardonada com a millor esportista castellonenca de l’any 2023.

### 2022
27ª 10K Valencia (34:48) 9-gener
5ª Cross Ciudad de Sagunto. Campeonato Autonómico Individual. 16-gener
37ª Campeonato de España de Cross. Jaén - 30-gener
7ª Maratón Transgrancanaria Gran Canaria- 5-març 
1ª Tres Valles. 35 km – La Alberca -Salamanca -13-març
1ª Campeonato de España de Trail running Zahara de la Sierra - Cadiz - 3-abril - Campiona d'Espanya 2022
6ª Berga-Rasos-Berga. Campeonato España Federaciones RFEA. 7-maig
1ª - Orihuela - Campionat autonòmic FEMECV - 5-juny - Campiona autonòmica 2022.
7ª Reventón El Paso. Campeonato Europa Trail Race Elite. IAFF 2-juliol
Medalla de plata per seleccions nacionals Campeonato Europa Trail Race
4ª Canfranc-Canfranc 16 kms. Copa del Mundo WMRA. 10-setembre
2ª Mitja UltraPirineu Bagà - 2-0ctubre
10ª Campeonato Mundo Trailrunning IAAF. Tailandia. Short 38 kms 5-novembre
Medalla d'or seleccions nacionals Campeonato Mundo Trailrunning IAAF. Short 38 kms

### 2021
1ª Transgrancanaria Promo. 17 km 27-febrer
1ª Acantilados del Norte. (Record 3:26:39) 28 km 6-març
12ª Trail Costa Quebrada. 16 km (Campeonato España Trail Corto RFEA) 24-abril
4ª KV Puig Campana (Campionat FEMECV KV) 30-maig
16ª L'Olla de Nuria -GTS- 21 km 13-juny
23ª Reventón Trail (Camp. España Selecc. Autonómicas RFEA)
2ª Desafío Urbión. (Campeonato de España Trailrunning RFEA) 36 km - 5-setembre 
21ª Cross Internacional de Soria. 31-octubre
1ª 10K divendres - Tres Días de Ibiza 26-novembre
1ª 10K dissabte - Tres Días de Ibiza 27-novembre
1ª 10K diumenge - Tres Días de Ibiza 28-novembre
1ª Cross Ciutat de La Vall d'Uixo. 19-desembre

### 2020
10K Valencia (35:20) 12-gener
4ª Cross Ciutat de Xátiva 19-gener
15ª Cross Ciutat de Castelló 9-febrer
Mitja Marató Barcelona (1:25:59) 16-febrer
37ª Campeonato de España de Cross. Zaragoza
4ª Trail cap de Creus 22 km - Roses -Girona - 27-setembre
1ª Trail Vallada 10-octubre
21ª Golden Trail Salomón Azores (pròleg + 4 etapes- 25ª – 27ª – 22ª -21ª -22ª, 111 km ) - 29-octubre 
1ª 3 Días Trail Ibiza - 1/2 Maraton - 27-novembre 
7ª Campeonato España por CCAA de Trailrunning RFEA. Ibiza

### 2019
5ª Trail Cap de Creus 7-abril
5ª Trail Rae Otañes (Campeonato de España)
3ª Campeonato España Trail Corto RFEA. Todolella 5-maig
1ª 38ª Volta al Terme de Fondeguilla - Récord de la prova 4:07:11 – 25-maig
1ª PeriSprint de Javalambre. 17 km 8-juny
44ª Campeonato de Europa Mountain Running IAAF. Zermat 10km 7-juliol
4ª Skyrace Comapedrosa (Copa del Mundo) 28-juliol
1ª Cursa per muntanya Vistabella 27 km. 4-agost -
13ª 10K de Valencia (35:49) 13-gener 2019
23ª 10K S. Silvestre Vallecana Internacional (35:16) 31-desembre

### 2018
3ª Trail Rocacorba Express
1ª C17es Sierra de Espadan. La Vall d'Uixó
22ª Campeonato de España Campo a Través Universitario. Jaén
8ª Trail Costa Brava.
4ª Samaruc. Campeonato autonómico FEMECV- Fondeguilla - 22-abril
6ª Campeonato de Cataluña 5000 m. (18:50:18)
5ª Penyagolosa (Campeonato de España Trail Corto (Atletismo)
40ª Campeonato de Europa Trail Corto. (Macedonia)
1ª 37ª Volta al Terme de Fondeguilla 26-maig
3ª Cursa per Muntanya de Vistabella (Copa de España)
1ª 6K Platges de Xilxes. 6km
4ª Cursa de Muntanya Nocturna Font del Garrut
1ª Volta a la Campana - Sueras
1ª Trail Molinos Viver (3ª Absoluta)
5ª 10K de Socuellamos (37:44)
20ª Ring of Steal.. Escocia. (Campeonato del Mundo ISF)
1ª Mitja Marató dels Dements 17-desembre
1ª Mitja Marató d’Ain 18-desembre

### 2017
1ª Cursa Castro - Fondeguilla - Récord de la prova 1:50:34 - 8-març
1ª Cerdanya Skyline. 20km
1ª 36ª Volta al Terme de Fondeguilla - 27-maig 
31ª KV Arredondo (Campeonato de España KV)
5ª L'Olla de Nuria
3ª Sub 23 Skyrace Comapedrosa. (Campeonato del Mundo Juvenil ISF)
1ª Volta al Terme Sant Joan de Moró
1ª Flysch Trail - Campiona d'Espanya promesa FEDME - Zumaia 25-juny
1ª Cross Popular Vila de Llivia
13ª Mitja Marató dels Dements
2ª S. Silvestre de Montaña Sot de Ferrer

### 2016
1ª Trail Rocacorba Express. 20 km
2ª Vertical MaBo (Campionat Vertical FEMECV)
3ª Cerdanya Skyline
11ª Vertical Sobrepuny
2ª Trail Cap de Creus
1ª 35ª Volta al Terme de Fondeguilla - 28-maig - Fondeguilla - 
6ª L'Olla de Nuria
17ª Buff Epic Sky Marathon. (Campeonato del Mundo Sky)
2ª KV de Annency
2ª KV Vall de Lord
3ª Trail des Glieres. Le Sentier des Balcons (Francia)
1ª 10K Gran Premio 42 y pico Castellón. (40:00)

### 2015
1ª Trail Rocacorba 
2ª 34ª Volta al Terme de Fondeguilla - 30-maig
1ª Cursa de Cerdanya. 17km
5ª L'Olla de Nuria
4ª Cursa de Tivissa.
1ª Sant Silvestre de Nules
1ª Sant Silvestre de Vila-Real

### 2014
10ª Apuko Igoera
2ª Cursa de Muntanya Castro d’Alfondeguilla
9º L'Olla de Nuria
4ª Cursa de Muntanya de Girona. 26km
9ª Vertical La Sitja del Llop
1ª Sant Silvestre de Vila-Real

### 2013
10º Carrera Universitat de Valencia - Servei de Educació Fisica i Esport
2ª Pujada a la Pipa
3ª 10K Ciutat de La Vall d’Uixó (42:29)
4ª Volta de Muntanya Vall d’Alba
1ª VTF juvenils 25-maig
4ª Media Maratón Zumaia Flysch Trail. 16 km.
1ª Cursa de Muntanya de Girona. 10kM
1ª Cursa de Muntanya de Girona 18km
2ª S. Silvestre de Nules. 2,5 km
1ª S. Silvestre Ciutat de Vila-Real. 5 km

### 2012
18º Cursa de Muntanya de Vistabella

### 2011
Cursa de Muntanya Castro d’Alfondeguilla – 13 de febrer
12ª Mitja Marató de Muntanya d’Alcora